# تیپ ضدتروریسم رومانی
تیپ ضدتروریسم رومانی (رومانیایی: Brigada Antiteroristă)، یک واحد عملیاتی ویژه از اداره اطلاعاتی رومانی است.

## تاریخچه
این واحد در تاریخ ۱۵ دسامبر سال ۱۹۷۷ تحت عنوان واحد ویژه ضدتروریستا(واحد مبارزه با تروریسم) با نام مخفف USLA، به دلیل تهدیدات تروریستی که به‌طور مستقیم یا غیرمستقیم رومانی با آن روبرو بود، تأسیس شد.
USLA با تلاش‌های اعضا یا هواداران سازمان‌های تروریستی مختلف برای ورود به رومانی مواجه شد. سازمانهای تروریستی خود را به تهیه طرح‌های خشونت‌آمیز محدود نمی‌کردند، بلکه آنها سعی می‌کردند حملات تروریستی نیز انجام دهند، اهداف آنها به‌طور کلی نمایندگان رسمی خارجی ساکن در بخارست بودند.
در ۲۶ می ۱۹۸۵ دو تروریست عرب یک بمب را در زیر خودروی متعلق به رهبران دانشجویان سوریه در پارکینگ دانشگاه گروژوچه در بخارست نصب کردند. دو تن از افسران USLA در حالی که سعی می‌کردند بمب را خنثی کنند، با انفجار آن کشته شدند.
واحدهای USLA در دوران تظاهراتهای خشونت‌آمیز ضد کمونیستی در دوران انقلاب رومانی در دسامبر ۱۹۸۹، ابتدا در شهر تیمیشوارا، و سپس در شهر بخارست دخالت کردند. بین ۱۶ دسامبر و ۲۰ دسامبر، نیروهای ارتش ایالات متحده به‌طور مخفیانه در میان نیروهای ارتش نفوذ کردند (در تیمیشوارا، برای فرونشاندن شورش) و بر روی تظاهرکنندگان آتش گشودند.
در شب ۲۱ دسامبر ۱۹۸۹، نیروهای USLA همراه با ارتش و نیروهای سکوریتاته چندین بار برای پاکسازی بخارست تلاش کرده‌اند و در نهایت موفق به پاکسازی مرکز شهر بخارست از معترضین ضد کمونیست شدند.  نتیجه عملیات ۴۹ نفر کشته، ۴۶۳ زخمی و ۶۹۸ نفر دستگیری بود.
در دسامبر ۲۴، ۱۹۸۹، وزیر دفاع جدید نیکولا میلیتارو، نیروهای USLA را به مأمور حفاظت از سایت وزارت دفاع از حملات تروریستی کرد. تانکهای حفاظتی در این محل آتش گشودند و هشت افسر را کشتند، و شش نفر دیگر دستگیر و یک نفر فرار کرد. این حمله مرگبار توسط مقامات جدید مورد استفاده قرار گرفت تا ادعا کند که تهدید تروریستی واقعی وجود داشته‌است.
در ۲۶ دسامبر ۱۹۸۹، یگان USLA به وزارت دفاع رومانی وصل شد. در ۱ ژوئیه ۱۹۹۰، نام واحد به تیپ ضدتروریسم تغییر یافت و به سرویس اطلاعاتی جدید رومانیای (SRI) متصل شد.
در ۲۰ اوت ۱۹۹۱، چهار تروریست سیک سعی داشتند سفیر هند را، در حالی که با همسرش در بلوار آیریتلیلو در بخارست پیاده‌روی می‌کرد را ترور کنند. مداخله سریع افسران ضد تروریست محافظ سفیر باعث خنثی شدن عمل تروریست‌ها شد، یک نفر از تروریست‌ها کشته و دیگری دستگیر شد، نفر سوم زخمی شد و نفر چهارم ناپدید شد. تحقیقات جنایی نشان داد که چهار تروریست متعلق به یک گروه تروریستی افراطی سیک هندوستان بودند.

## فعالیت‌های فعلی
در حال حاضر افزایش تبادل اطلاعاتی با سرویس‌های خارجی کشورهای دوست به منظور مبارزه با تروریسم وجود دارد. این دستگاه همیشه به تجهیزات هشداری پیشرفته مبارزه با تروریسم مجهز شده‌است.
پس از حملات ۱۱ سپتامبر ۲۰۰۱ در ایالات متحده، بازرسان برای پیشگیری و مبارزه با تروریسم با چالش‌های جدید مواجه شدند. برای مقابله با تهدیدات تروریستی جدید، واحدهای تخصصی سرویس اطلاعاتی رومانی برنامه‌های ویژه ای را برای چنین شرایطی اجرا کردند.